# Лазорський Микола Панасович
Микола Лазорський (справжнє прізвище Микола Панасович Коркішко; 27 жовтня (9 листопада) 1884, Полтава — 13 березня 1970, Австралія) — український письменник, журналіст і географ. Псевдоніми — М. Карельський, М. Лазорський.

## Біографія
Народився 27 жовтня 1890 року (за іншими даними, 9 листопада 1884 чи 1885) у м. Полтава.
Здобув середню освіту у Полтаві, там же закінчив учительську семінарію, а потім Харківський університет (1914). Студіював право та прослухав курс гуманітарних наук.
Служив у Полтавському земстві, потім був співробітником Полтавського музею, де у 1916—1917 роках був редактором місячного «рос. Журнала Губернского Присутствия».
У 1920-х роках працював у шкільному відділі Державного видавництва України в Харкові.
1929 року незаконно арештований і засланий на 3 роки на Соловки. Повернувшись 1932 року, редагував у Полтаві журнал Експериментального інституту. Був заарештований удруге і засуджений до 10 років сталінських концтаборів.
Під час Другої світової війни перебував у Кам'янці-Подільському, де був редактором регіонального часопису «Подолянин».
У 1944 р. емігрував до Німеччини, у 1948 році (за іншими даними, у 1950) — до Австралії. До Австралії приїхав 1950.
Помер 13 березня 1970 р. у Мельбурні (Австралія).

## Творча праця
Під час роботи в Державному видавництві України в Харкові вийшли друком його перші науково-популярні книжки «В надрах землі», «Географічні етюди», «Моря та океани» тощо. Також друкувався в журналах «Знання», «Нова громада», на сторінках яких побачили світ його науково-художні етюди «Китай», «Єгипет», «Бельгія», «Стефенсон», «Скульптур Канова», «Майкл Фарадей».
У Німеччині працював літератором, друкуючи оповідання, статті та нариси в газетах «Неділя», «Українські вісті», «Голос». У 1946 Лазорський почав писати історичний роман «Гетьман Кирило Розумовський».
Приїхавши до Австралії, одразу включається в українське культурно-громадське та літературне життя, став почесним членом мельнбурнського Літературно-мистецького клубу і членом австралійської філії об'єднання українських письменників у США і Канаді «Слово». Друкував статті у місцевих часописах (напр, «Новий обрій»).
12 березня 1961 року завершив тривалу і копітку роботу над романом «Гетьман Кирило Розумовський», який у цьому ж році побачив світ у видавництві «Дніпрова хвиля» (Мюнхен, 1961). Продовжував працю над історичними романами «Степова квітка» (Мюнхен, 1965; 2 вид. Київ 1992) та «Патріот» (Мюнхен: вид-во «Дніпрова хвиля», 1969; 2 вид. Київ: ДП «Видавничий дім «Персонал», 2009).
Крім цього, він працював над монографією «Полтава за сто років» і упорядкував «Примовки», які збирав ще з юнацьких років.
Посмертно вийшов збірник історичних нарисів, оповідань, статей та спогадів «Світлотіні» (Мельбурн, 1973).

### Твори
- «В надрах землі»
- «Географічні етюди»
- «Моря та океани»
- «Китай»
- «Єгипет»
- «Бельгія»
- «Стефенсон»
- «Скульптур Канова»
- «Майкл Фарадей»
- Карельський М. «Дзенькіт сокири. Зі спогадів в'язня» // Новий обрій. Альманах. — Мельбурн, 1999. — Ч. 11. — С. 237—238.
- Лазорський М. «Гетьман Кирило Розумовський» — (Мюнхен: вид-во «Дніпрова хвиля», 1961); 2 вид. Київ: Український центр духовної культури, 1996.
- Лазорський М. «Козача криниця. Ескіз» // Слово. Збірник 2. — Нью-Йорк, 1964. — С. 87-90.
- Лазорський М. «Світлотіні (збірник історичних нарисів, оповідань, статей та спогадів) 1949—1969». — Мельбурн, 1965. — 363 с.
- Лазорський М. «Патріот Григор Орлик: Оповідання.» — Мюнхен: Дніпрова хвиля, 1969. — 312 с.; 2 вид. Київ: ДП «Видавничий дім «Персонал», 2009 (ISBN 978-966-608-933-3).
- Лазорський М. «Степова квітка»: Роман. — Мюнхен: Дніпрова хвиля, 1969. — 312 с; 2 вид. Київ: ДП «Видавничий дім «Персонал», 2008 (ISBN 978-966-608-932-1).